# ضابط تدفق الكتلة
ضابط تدفق الكتلة هو جهاز يُستخدم لقياس وللتحكم في سريان أو تحكم السوائل والغازات.
ويتم تصميم هذا الضابط ومعايرته للتحكم في نوع معين سواء سائل أو غاز خلال مدي معين من السريان، ومن الممكن أن يعمل في مدي من 0 إلي 100% من مقياسه الكامل لكنه عادة ما يعمل بين 10% إلي 90% حيث تكون الدقة عالية والكفاءة مرتفعة.
ومن الممكن أن تم تصنيع جهاز الضابط هذا بحيث يكون ذو قراءة تناظرية أو أن يكون بنظام رقمي.
وتكون الأجهزة التي تعمل بالنظام الرقمي قادرة علي التعامل مع أكثر من نوع من الموائع بينما يقصر عمل الأجهزة التي تعمل بالإشارات التناظرية علي المائع التي تم معايرتها علي العمل عليه فقط.
وكل أجهزة الضبط لتدفق الكتلة تحتوي علي منفذ للدخول وآخر للخروج وحساس لتدفق الكتلة وصمام تحكم نسبي.
ويكون استخدام ضوابط تدفق الكتلة مناسبًا في أنظمة التحكم المغلقة التي يدور فيها المائع باستمرار والتي يتم إعطاء إشارة للجهاز الضابط سواء بدائرة خارجية أو بالحاسب الآلي والتي يقوم بمقارنتها دائما بقمية تدفق الكتلة التي يقرأها الحساس ومن ثم يقوم بتعديل صمام التدفق النسبي ليعمل علي مرور مقدار الكتلة المطلوبة.
ويتم الإشارة لمعدل التدفق كنسبة للمقياس الكامل للجهاز التي تمت معايرته عليه ويتم قراءته من الضابط عن طريق إشارة يتم توصيلها للجهاز بالفولت.
أجهزة الضبط لمعدل تدفق الكتلة تتعامل مع مائع سواء سائل أو غاز لكن خلال مدي معين من الضغط النوعي.
والضغط المنخفض يؤثر علي المائع المار في الجهاز ويسب بفشل في القراءة وتحقيق نقطة الاستعداد للقراءة.
بينما الضغط العالي للمائع يسبب عدم انتظام لمعدلات التدفق داخل الجهاز.

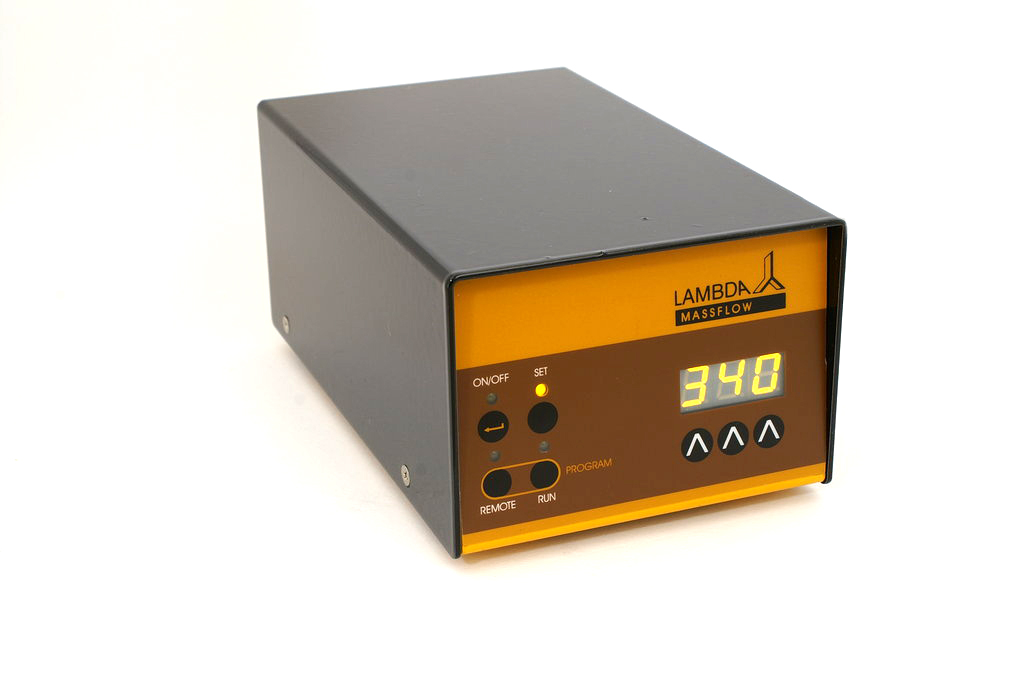
جهاز سريان الكتلة - ذو تحكم وقراءة دقيقين سريان المائع

## فيديو
- Capillary Thermal Principal: "Educational Video on Capillary Thermal ضابط تدفق الكتلة Theory of Operation"
- How a Mass Flow Controller works: "Educational Video on ضابط تدفق الكتلة Theory of Operation"